# Martin Busse
Martin Busse (Brehme, 30 giugno 1958) è un ex calciatore tedesco orientale dal 1990 tedesco, di ruolo centrocampista.

## Statistiche

### Cronologia presenze e reti in Nazionale
| Cronologia completa delle presenze e delle reti in nazionale ― Germania Est | Cronologia completa delle presenze e delle reti in nazionale ― Germania Est | Cronologia completa delle presenze e delle reti in nazionale ― Germania Est | Cronologia completa delle presenze e delle reti in nazionale ― Germania Est | Cronologia completa delle presenze e delle reti in nazionale ― Germania Est | Cronologia completa delle presenze e delle reti in nazionale ― Germania Est | Cronologia completa delle presenze e delle reti in nazionale ― Germania Est | Cronologia completa delle presenze e delle reti in nazionale ― Germania Est |
| Data                                                                        | Città                                                                       | In casa                                                                     | Risultato                                                                   | Ospiti                                                                      | Competizione                                                                | Reti                                                                        | Note                                                                        |
| --------------------------------------------------------------------------- | --------------------------------------------------------------------------- | --------------------------------------------------------------------------- | --------------------------------------------------------------------------- | --------------------------------------------------------------------------- | --------------------------------------------------------------------------- | --------------------------------------------------------------------------- | --------------------------------------------------------------------------- |
| 30/03/1983                                                                  | Lipsia                                                                      | Germania Est                                                                | 1 – 2                                                                       | Belgio                                                                      | Qual. Euro 1984                                                             | -                                                                           | 69’                                                                         |
| 13/04/1983                                                                  | Gera                                                                        | Germania Est                                                                | 3 – 0                                                                       | Bulgaria                                                                    | Amichevole                                                                  | 1                                                                           |                                                                             |
| 27/04/1983                                                                  | Bruxelles                                                                   | Belgio                                                                      | 2 – 1                                                                       | Germania Est                                                                | Qual. Euro 1984                                                             | -                                                                           | 61’                                                                         |
| Totale                                                                      |                                                                             | Presenze                                                                    | 3                                                                           |                                                                             | Reti                                                                        | 1                                                                           |                                                                             |